# Erika Kronabitter

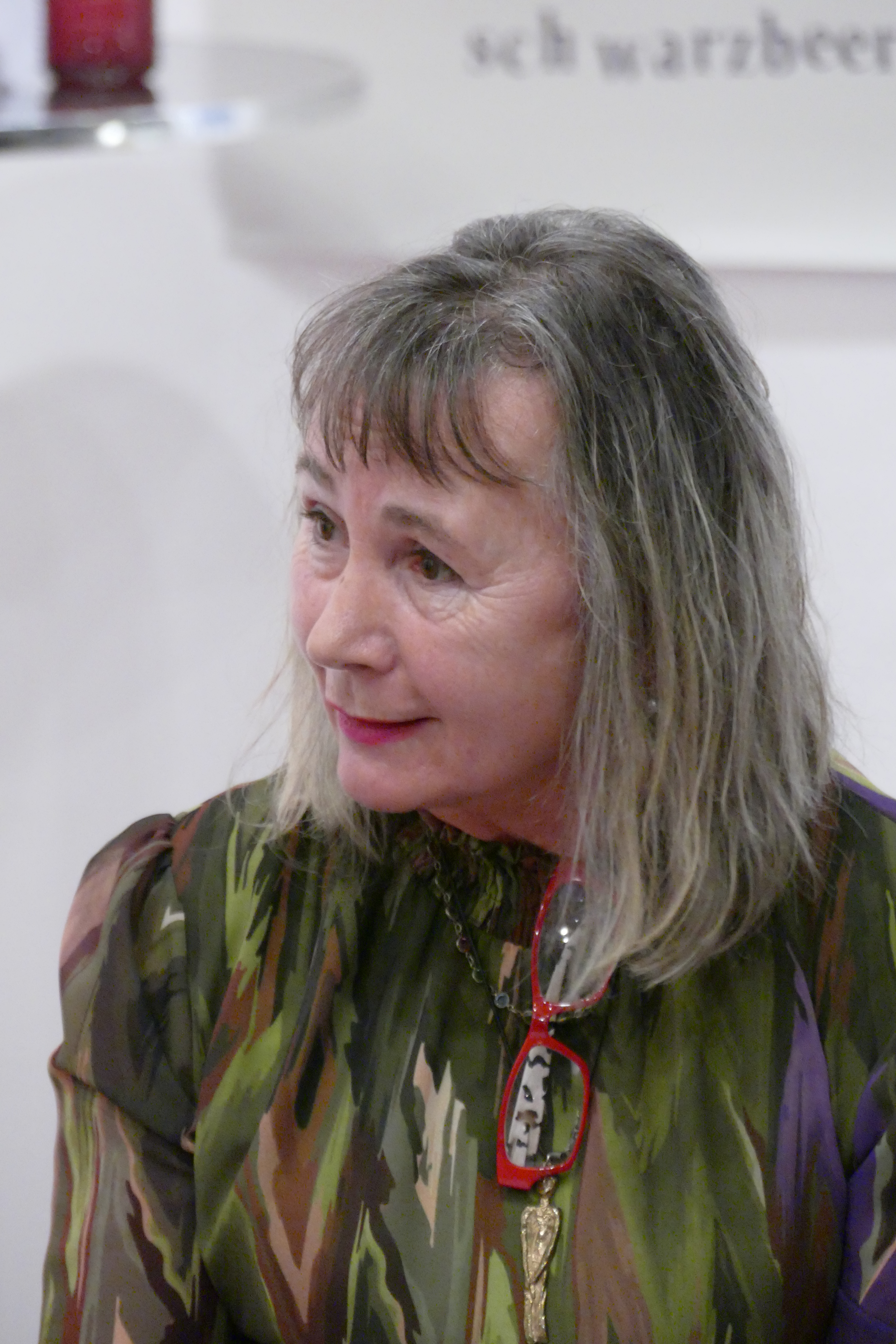
Erika Kronabitter im Theater am Saumarkt in Feldkirch 2022

Erika Kronabitter (* 3. Februar 1959 in Hartberg, Steiermark) ist eine österreichische Schriftstellerin und Künstlerin.

## Leben und Werk
Erika Kronabitter, die Vergleichende Literaturwissenschaft, Germanistik und Kunstgeschichte studierte, arbeitet interdisziplinär in den Bereichen Literatur und Kunst und ist als Herausgeberin tätig.
Sie ist Mitglied der Grazer Autorinnen Autorenversammlung, der IG Autorinnen Autoren, von Literatur Vorarlberg, von der IG Bildende Kunst sowie der Autorenvereinigung Die Kogge.
2003 war sie die Initiatorin des Feldkircher Lyrikpreises.
Erika Kronabitter lebt in Bregenz.

## Einzeltitel
- La Laguna. Roman. Verlag Wortreich, Wien 2016
- Nora. X. Roman. Limbus Verlag, Innsbruck, 2013
- einen herzschlag nur bist du entfernt. Gedichte. Edition Art Science, Wien/St. Wolfgang 2010.
- Sarah und die Wolke, Kinderbuch. Edition Art Science, Wien/St. Wolfgang 2010.
- Viktor. Die Entlassung aus dem Paradies. Roman. Limbus Verlag, Hohenems/Innsbruck 2009.
- Mona Liza: die Prosa der Verhältnisse. Roman, Limbus Verlag, Hohenems 2007, ISBN 978-3902534095.[1]
- Friederikenbriefe: Friederike Mayröcker gewidmet. Prosa. Milena Verlag, Wien 2002, ISBN 3-85286-106-3.
- So wie man beim Schlafen die Augen schliesst: Schatten- und Farbgedichte. Verlag G. Grasl, Baden 2002, ISBN 3-85098-264-5.
- Ich auf Chios. Gedichte. Edition Das fröhliche Wohnzimmer, Wien 2000, ISBN 3-900956-53-7.
- kein sand zum darüberstreuen. Gedichte. Edition Mosaic, Dublin/New York/Wien 1999.
- wer spricht denn noch von liebe. Gedichte. Hieronymus Münzer Verlag, Feldkirch 1993.

## Anthologien (Auswahl)
- dich atmen gehört. In: Malgorzata Ploszewska (Hrsg.): Ein Fenster bis zum Horizont. Edition Art Science, St. Wolfgang/Wien 2011.
- Sie glaubten, sie lieben einen Menschen – aber sie liebten Picasso. In: Manfred Chobot (Hrsg.): Genie & Arschloch. Molden Verlag, Wien/Graz/Klagenfurt 2009.

## Herausgabe
- Hab den der die das. Der Königin der Poesie Friederike Mayröcker zum 90. Geburtstag. Edition Art Science, Wien/St. Wolfgang 2014.
- V26# identitäten. Literatur Vorarlberg, Bucher Verlag, Hohenems 2011.

- Lyrik der Gegenwart. Feldkircher Lyrikpreis 2010. Edition Art Science, Wien/St. Wolfgang, 2010.
- Lyrik der Gegenwart. Feldkircher Lyrikpreis 2009. Edition Art Science, Wien/St. Wolfgang 2009.
- Lyrik der Gegenwart. Feldkircher Lyrikpreis 2008. Edition Art Science, Wien/St. Wolfgang 2008.
- Lyrik der Gegenwart. Feldkircher Lyrikpreis 2003–2007. Edition Art Science, Wien/St. Wolfgang 2008.
- Morgenbetrachtung. Verweilen im Gesicht. Bucher Verlag, Hohenems 2008.

## Auszeichnungen
- Arbeitsstipendien der österreichischen Bundesregierung
- 2001: Anerkennungspreis Melinia Trophies der Society of Greek Writers
- 2001: Anerkennungspreis für Literatur des Landes Vorarlberg
- 2001: Theodor-Körner-Förderpreis
- 2001: Prosapreis Brixen
- 2003: Aufenthaltsstipendium der Stiftung BINZ 39 Fundaziun Nairs
- 2004: 7. Hypo-Kunstpreis (Ankauf der eingereichten künstlerischen Arbeiten)
- 2005: Aufenthaltsstipendium in Venedig
- 2007: Aufenthaltsstipendium in Wien
- 2009: Aufenthaltsstipendium in Venedig
- 2011: Theodor-Körner-Preis
- 2011: 3. Preis der SozialMarie für Sarah und die Wolke (mit Gerald Herowitsch-Trinkl)